# Клітка для папуги, що говорить
«Клітка для папуги, що говорить» — українська короткометражна психологічна драма 2017 року, поставлений режисеркою Іриною Асоновою. Стрічка розповідає про молодого хлопця, який нещодавно прийшов з війни, але посттравматичний синдром не дає йому повернутися до нормального життя.
У серпні 2017-го фільму було відібрано до офіційної програми Всесвітнього кінофестивалю у Монреалі (Канада).

## У ролях
| • Олег Щербина        | … |  |
| • Аліса Гур'єва       | … |  |
| • Вікторія Москаленко | … |  |
| • Софія Прийма        | … |  |

## Виробництво
Стрічку створено компанією Constant Production у партнерстві з Fresh Production Group. Державним агентством України з питань кіно фільму надано статус «національного». Світовими продажами фільму займається французька дистриб'юторська компанія Premium Films.